# Bernadette Robert
Pour les articles homonymes, voir Robert.
Bernadette Robert est une comédienne française.

## Biographie
Elle débute dans le cinéma en 1967, aux côtés de Frederick Stafford dans le rôle de la petite Juliette dans L'Homme qui valait des milliards de Michel Boisrond et interprète, la même année, dans le feuilleton Les Oiseaux rares (1re diffusion en 1969), la petite sœur cadette des jeunes comédiennes Claude Jade et Dominique Labourier.
Dans la première version des Huit Femmes, Bernadette Robert joue la petite Catherine (en 2001, c'est Ludivine Sagnier qui tient ce rôle). Bernadette Robert joue des rôles de deuxième plan dans Le Souffle au cœur de Louis Malle, Salut l'artiste d'Yves Robert et L'Incorrigible de Philippe de Broca. Elle tient en revanche des rôles principaux comme celui de Bernadette en 1979 dans Nous maigrirons ensemble aux côtes de Peter Ustinov, Bernadette Lafont et Catherine Alric, et en 2003 dans le rôle de Blanche dans Le Furet de Jean-Pierre Mocky, aux côtés de Michel Serrault et Robin Renucci.

## Théâtre
- 1961 : Huit Femmes de Robert Thomas, mise en scène Jean Le Poulain, Théâtre Édouard VII, Théâtre des Bouffes-Parisiens en 1962
- 1966 : Au théâtre ce soir : Interdit au public de Roger Dornès et Jean Marsan, mise en scène Jean Le Poulain, réalisation Pierre Sabbagh, Théâtre Marigny
- 1969 : Quatre pièces sur jardin de Pierre Barillet et Jean-Pierre Grédy, mise en scène Jacques Charon, Théâtre des Bouffes-Parisiens
- 1971 : Au théâtre ce soir : Huit Femmes de Robert Thomas, mise en scène Jean Le Poulain, réalisation Pierre Sabbagh, Théâtre Marigny
- 1972 : Huit Femmes de Robert Thomas, mise en scène Jean Le Poulain, Théâtre de la Madeleine
- 1972 : Au théâtre ce soir : Le Médecin malgré lui de Molière, mise en scène Jean Meyer, réalisation Georges Folgoas, Théâtre Marigny.
- 1976 : Une aspirine pour deux de Woody Allen, mise en scène Francis Perrin, Théâtre du Gymnase
- 1978 : Hôtel particulier de Pierre Chesnot, mise en scène Raymond Rouleau, Théâtre de Paris

## Filmographie
- 1974 : Les Onze Mille Verges d'Éric Lipmann
- 1979 : Le Pape des escargots, de Jean Kerchbron
- 1980 : Messieurs les jurés, L'Affaire Vico de Jean-Marie Coldefy
- 2003 : Le Furet, de Jean-Pierre Mocky